# Stefan Johansson
Stefan Johansson, (născut 8 septembrie 1956) este un fost pilot suedez de Formula 1.

## Cariera în Formula 1
| Sezon | Echipă                                                                | Număr puncte | Loc clasament general |
| ----- | --------------------------------------------------------------------- | ------------ | --------------------- |
| 1980  | Theodore Shadow                                                       | 0            | -                     |
| 1983  | Spirit Racing                                                         | 0            | -                     |
| 1984  | Tyrrell Racing Organisation / Toleman Group Motorsport                | 3            | 17                    |
| 1985  | Tyrrell Racing Organisation / Scuderia Ferrari SpA SEFAC              | 26           | 7                     |
| 1986  | Scuderia Ferrari SpA SEFAC                                            | 23           | 5                     |
| 1987  | Marlboro McLaren International                                        | 30           | 6                     |
| 1988  | Ligier Loto                                                           | 0            | -                     |
| 1989  | Moneytron Onyx Formula One                                            | 6            | 12                    |
| 1990  | Monteverdi Onyx Formula One                                           | 0            | -                     |
| 1991  | Automobiles Gonfaronaise Sportive / Footwork Grand Prix International | 0            | -                     |